# Ordre de bataille lors de la première bataille de Bull Run
Ce qui suit est l'ordre de bataille des forces militaires en présence lors de la Première bataille de Bull Run, dite aussi Première bataille de Manassas, qui eut lieu le 21 juillet 1861 lors de la guerre civile américaine, appelée également guerre de Sécession.

## Grades
- Général = général d'armée,
- Lieutenant général = général de corps d'armée,
- Major général = général de division,
- Brigadier général = général de brigade

### Autre
- (b) = blessé
- mb = mortellement blessé
- † = tué
- (PDG) = capturé

## Forces de l'Union
- Les forces de l'Union, fortes de 28 452 soldats, sont commandées par le brigadier général Irvin McDowell.
- 1re division : colonel Daviel Tyler
  - 1re brigade : colonel Erasmus Darwin Keyes ;
    - 2nd Maine Regiment : colonel  C. D. Jamerson
    - 1st Connecticut Regiment : Lieutenant-colonel Speidel
    - 2nd Connecticut Regiment : colonel A. H. Terry
    - 3rd Connecticut Regiment : colonel J. L. Chatfield

  - 2e brigade : brigadier général Robert Cumming Schenck ;
    - 2nd New York Regiment : colonel G. W. B. Tompkins  :
    - 1st Ohio Regiment : colonel A. McD. McCook
    - 2nd Ohio Regiment : Lieutenant-colonel R. Mason
    - Co. E, 2nd U.S. Artillery : Capitaine J. H. Carlisle

  - 3e brigade : colonel William Tecumseh Sherman ;
    - 13th New York Regiment : colonel I. F. Quinby
    - 69th New York Regiment : colonel M. Corcoran  (b) et  (PDG), capitaine J. Kelly
    - 79th New York Regiment : colonel J. Cameron †
    - 2nd Wisconsin Regiment : lieutenant-colonel. H. W. Peck
    - Co. E, 3rd U.S. Artillery : capitaine R. B. Ayres

  - 4e brigade : colonel Israël Bush Richardson.
    - 1st Massachusetts Regiment : colonel R Cowdin
    - 12th New York Regiment : colonel E. L. Walrath
    - 2nd Michigan Regiment : commandant A. W. Williams
    - 3rd Michigan Regiment : colonel D. McConnell, lieutenant-colonel Ambrose A. Stevens
    - Co. G, 1st U.S. Artillery : lieutenant J. Edwards
    - Co. M, 2nd U.S. Artillery : capitaine Henry Jackson Hunt
- 2e division : brigadier général David Hunter, puis brigadier général Andrew Porter.
  - 1re brigade : brigadier général Andrew Porter ;
    - 8th New York Regiment(milice) : colonel G. Lyons
    - 14th New York Regiment(milice) : colonel A. M. Wood (blessé), lieutenant-colonel E. B. Fowler
    - 27th New York Regiment : colonel H. W. Slocum (blessé), commandant J. J. Bartlett
    - U.S. Infantry Battalion (8 Cos.) : commandant G. Sykes
    - U.S. Marine Corps Battalion : commandant J. G. Reynolds
    - U.S. Cavalry Battalion (7 Cos.) : commandant I. N. Palmer
    - Co. D, 5th U.S. Artillery : capitaine C. Griffin

  - 2e brigade : colonel Ambrose Everett Burnside.
    - 2nd New Hampshire Regiment : colonel G. Marston  (b), lieutenant-colonel F. S. Flake
    - 1st Rhode Island Regiment : commandant J. P. Balch
    - 2nd Rhode Island Regiment : colonel J. S. Slocum †, lieutenant-colonel F. Wheaton
    - 71st New York Regiment : colonel H. P. Martin
    - 2nd Rhode Island Battery : capitaine William H. Reynolds
- 3e division : brigadier général Samuel Peter Heintzelman
  - 1re brigade : brigadier général William Buel Franklin ;
    - 5th Massachusetts Regiment : colonel S. C. Lawrence  (b)
    - 11th Massachusetts Regiment : colonel G. Clark
    - 1st Minnesota Regiment : colonel W. A. Gorman
    - 4th Pennsylvania Regiment : colonel John F. Hartranft
    - Co. I, 1st U.S. Artillery : capitaine J. B. Ricketts  (b) et  (PDG)

  - 2e brigade : colonel Orlando Bolivar Willcox  (b) et  (PDG), puis colonel John Henry Hobart Ward ;
    - 11th New York Regiment : lieutenant-colonel N. C. Farnham  (b)
    - 38th New York Regiment : colonel J. H. Hobart Ward, lieutenant-colonel A. Farnsworth
    - 1st Michigan Regiment : commandant A. F. Bidwell
    - 4th Michigan Regiment : colonel D. A. Woodbury
    - Co. D, 2nd U.S. Artillery : capitaine R. Arnold

  - 3e brigade : colonel Oliver Otis Howard.
    - 3rd Maine Regiment : commandant H. G. Staples
    - 4th Maine Regiment : colonel Hiram Gregory Berry
    - 5th Maine Regiment : colonel M. H. Dunnell
    - 2nd Vermont Regiment : colonel H. Whiting
- 4e division de réserve : brigadier général Théodore Runyou.
  - 1st New Jersey Regiment (milice) : colonel A. J. Johnson
  - 2nd New Jersey Regiment (milice) : colonel H. M. Baker
  - 3rd New Jersey Regiment (milice) : colonel W. Napton
  - 4th New Jersey Regiment (milice) : colonel M. Miller
  - 1st New Jersey Regiment : colonel W. R. Montgomery
  - 2nd New Jersey Regiment : colonel G. W. McLean
  - 3rd New Jersey Regiment : colonel G. W. McLean
  - 41st New York Regiment : colonel L. Von Gilsa
- 5e division : colonel Dixon S. Miles
  - 1st Brigade : colonel Louis Blenker
    - 8th New York Regiment : lieutenant-colonel J. Stahel
    - 29th New York Regiment : colonel A. von Steinwehr
    - 39th New York Regiment : colonel F. G. D'Utassy
    - 27th Pennsylvania Regiment : colonel M. Einstein
    - Co. A, 2nd U.S. Artillery : capitaine J. C. Tidball
    - 8th New York Militia Battery : capitaine C. Brookwood

  - 2nd Brigade : colonel Thomas A. Davies
    - 16th New York Regiment : lieutenant-colonel S. Marsh
    - 18th New York Regiment : colonel W. A. Jackson
    - 31st New York Regiment : colonel C. E. Pratt
    - 32nd New York Regiment : colonel R. Matheson
    - Co. G, 2nd U.S. Artillery : lieutenant O. D. Greene

## Forces de la Confédération
- Les forces de la Confédération, fortes de 32 232 soldats,  sont commandées par le brigadier général Joseph Eggleston Johnston.
- Armée Confédérée du Potomac : brigadier général Pierre Gustave Toutant de Beauregard
  - 1re brigade : brigadier général Milledge Luke Bonham
    - 11th North Carolina : colonel W.W. Kirkland
    - 2nd South Carolina : colonel J.B. Kershaw
    - 3rd South Carolina : colonel J.H. Williams
    - 7th South Carolina : colonel T.G. Bacon
    - 8th South Carolina : colonel E.G.R. Cash
    - Alexandria Light Artillery : capitaine D. Kemper
    - 8th Louisiana : colonel H.B. Kelly
    - 1st Company, Richmond Howitzers : capitaine J.C. Shields
    - 30th Virginia Cavalry : colonel R.C.W. Radford
      - Radford Rangers - capitaine W. Radford
      - Botetourt Dragoons - capitaine A. L. Pitzer
      - Hanover Light Dragoons - capitaine W. C. Wickham
      - Fairfax Cavalry - capitaine E. B. Powell
      - Lieutenant Colonel W. Munford's Squadron
      - Black Horse Troop - capitaine W. H. Payne
      - Chesterfield Light Dragoons - capitaine W. B. Ball
      - Franklin Rangers - capitaine G. W. H. Hale

  - 2e brigade: Brigadier General Richard S. Ewell
    - 5th Alabama : colonel R.E. Rodes
    - 6th Alabama : colonel J.J. Seibels
    - 6th Louisiana : colonel J.G. Seymour
    - Washington Artillery, 1st Company : capitaine T.L. Rosser
    - Cavalry Battalion, lieutenant-colonel W. H. Jenifer

  - 3e brigade : brigadier général David Rumph Jones
    - 17th Mississippi : colonel W.S. Featherson
    - 18th Mississippi : colonel E.B. Burt
    - 5th South Carolina : Colonel M. Jenkins
    - Appomattox Rangers, 30th Virginia Cavalry : capitaine J.W. Flood
    - Washington Artillery, 2nd Company : capitaine M.B. Miller

  - 4e brigade : brigadier général James Longstreet
    - 5th North Carolina : Lieutenant Colonel J. P. Jones
    - 1st Virginia : commandant F.G. Skinner
    - 11th Virginia : colonel S. Garland
    - 17th Virginia : colonel M.D. Corse
    - 24th Virginia : colonel P. Hairston
    - Washington Artillery, 3rd Company : lieutenant J.J. Garnett
    - Amherst Mounted Rangers, 30th Virginia Cavalry : capitaine E. Whitehead

  - 5e brigade : colonel Philip Saint-George Cocke
    - 8th Virginia : colonel E. Hunton
    - 18th Virginia : colonel R.E. Withers
    - 19th Virginia : lieutenant-colonel J.B. Strange
    - 28th Virginia : colonel R.T. Preston
    - 49th Virginia Battalion : colonel W. (« Extra Billy ») Smith
    - Loudoun Artillery : capitaine A.L. Rogers
    - Lynchburg Artillery : capitaine H.G. Latham
    - Wise Troop : capitaine J. S. Langhorne

  - 6e brigade : colonel Jubal Anderson Early
    - 7th Louisiana : colonel H.T. Hays
    - 13th Mississippi : colonel W. Barksdale
    - 7th Virginia : colonel J.L. Kemper
    - Washington Artillery, 4th Company : lieutenant C.W. Squires, J.B. Richardson & J.B. Whittington

  - 7e brigade : colonel  Nathan G. Evans
    - 1st Special Louisiana Battalion : commandant C.R. Wheat  (b)
    - 4th South Carolina : colonel J.B.E. Sloan
    - Campbell Rangers, 30th Virginia Cavalry : capitaine J.D. Alexander
    - Clay Dragoons, 30th Virginia Cavalry : capitaine W.R. Terry

  - Brigade de réserve : brigadier général Theophilus Hunter Holmes
    - 1st Arkansas : colonel J.F. Fagan
    - 2nd Tennessee : colonel W. Bate
    - Purcell Artillery : capitaine L. Walker
    - Hampton's South Carolina Legion (6 Cos.) : colonel W. Hampton  (b), capitaine J. Conner
    - Camp Picken's Battery : capitaine Sterrett
- Armée de la Shenandoah : brigadier général Joseph Eggleston Johnston
  - 1re brigade : brigadier général Thomas Jonathan Jackson  (b)
    - 2nd Virginia : colonel J.W. Allen
    - 4th Virginia : colonel J.F. Preston
    - 5th Virginia : colonel K. Harper
    - 27th Virginia : lieutenant-colonel J. Echols
    - 33rd Virginia (8 Cos.) : colonel A.C. Cummings
    - Rockbridge Artillery : capitaine J. P. Brockenbrough

  - 2e brigade : colonel Francis S. Bartow †
    - 7th Georgia : colonel L.J. Gartrell
    - 8th Georgia : lieutenant-colonel W.M. Gardner  (b)
    - Wise Artillery : lieutenant J. Pelham

  - 3e brigade : brigadier général Barnard Elliott Bee †
    - 4th Alabama : colonel E. Jones †, colonel S.R. Gist
    - 2nd Mississippi : colonel W.C. Falkner
    - 11th Mississippi - (Cos. A&F) : lieutenant-colonel P.F. Liddell
    - 6th North Carolina : colonel C.F. Fisher †
    - Staunton Artillery : capitaine J. Imboden

  - 4e brigade : brigadier général Edmund Kirby Smith  (b), puis colonel Arnold Elzey
    - 1st Maryland Battalion : lieutenant-colonel G.H. Steuart
    - 3rd Tennessee : colonel J.C. Vaughn
    - 10th Virginia : colonel S.B. Gibbons
    - Culpeper Artillery : lieutenant R. F. Beckham

  - hors d'une brigade
    - 1st Virginia Cavalry : colonel J.E.B. Stuart
    - Thomas Artillery : capitaine P.B. Stanard